# Test di Ruffier
Il test di Ruffier, che prende il nome dal medico che lo ha ideato, Jean-Edouard Ruffier (1874-1964), è un test di medicina sportiva che mira a misurare il livello di allenamento e la capacità sportiva di recupero dopo uno sforzo della funzione cardiaca di un atleta. Il test si basa sulla frequenza cardiaca prima e dopo uno sforzo.
Questo test è datato ed ha dei limiti, inoltre esistono molti altri tipi di test, anche più accurati, per verificare la funzionalità cardiaca e la capacità di adattarsi agli sforzi ma questo è semplice, senza grave rischio cardiaco, non richiede apparecchiature mediche ed è facilmente riproducibile.

## Metodo
1. Pulsazioni a riposo {\displaystyle p0} (pulsazioni in un minuto);
2. Pulsazioni dopo aver effettuato 30 piegamenti sulle gambe in 45 secondi {\displaystyle p1};
3. Pulsazioni dopo un minuto dallo sforzo {\displaystyle p2}.

Il risultato del test sarà l'indice di Ruffier calcolato così:
{\displaystyle I_{r}=[(p0+p1+p2)-200]/10}.

## Risultati
- Minore di 0: molto buono, ottimo adattamento allo sforzo; atleti allenati
- Tra 0 e 5: buon adattamento allo sforzo
- Tra 5 e 10: medio
- Tra 10 e 15: insufficiente
- oltre 15: scarso, consigliabile valutazione medica

Atleti allenati hanno spesso un indice di Ruffier vicino o inferiore a 0. Persone sedentarie hanno un indice generalmente superiore a 5. Tuttavia, è possibile abbassare il valore dell'indice facendo sport con regolarità.

## Variante: indice di Ruffier-Dickson
Un diverso metodo di calcolo partendo dagli stessi dati dell'indice di Ruffier, rilevati con lo stesso esercizio, è il seguente: L'indice di Ruffier-Dickson: {\displaystyle I_{d}=(p1-70+2*(p2-p0))/10}.
I risultati saranno:
- < 0 = eccellente;
- 0 a 2 = molto buono;
- 2 a 4 = buono;
- 4 a 6 = medio;
- 6 a 8 = scarso;
- 8 a 10 = molto scarso;
- > 10 = Ridotto adattamento agli sforzi.